# OFC Charleville
OFC Charleville is een Franse voetbalclub uit de Noord-Franse stad Charleville-Mézières.

## Geschiedenis
De club werd in 1904 opgericht als Association Sportive des anciens élèves de Belair la Villette. In 1927 nam de club de naam FC Charleville aan en in 1932 fusioneerde de club met Olympique Charleville en werd zo FCO Charleville. In 1935 nam de club het profstatuut aan. In de Coupe de France van 1935/36 versloeg de club eersteklassers AS Cannes, Excelsior AC Roubaix en Red Star Olympique. In de finale trof de club Racing Club de Paris, dat met een zuinige 1-0 won van Charleville. Racing werd dat jaar ook landskampioen. Het volgende seizoen speelde de club in de tweede klasse en bleef daar tot 1939. Na de Tweede Wereldoorlog bleef de club een amateurclub. De club speelde voornamelijk in de Division Honneur, op twee seizoenen na in de jaren 60 toen Charleville in de derde klasse speelde.
In 1966 fusioneerden enkele gemeentes om zo de nieuwe stad Charleville-Mézières te vormen, de naam Mézières werd nu ook in de clubnaam opgenomen. In 1985 promoveerde de club terug naar de derde klasse. De rest van de jaren tachtig speelde de club in de middenmoot. In 1991 werd de derde plaats bereikt en in 1992 de titel. Na twee negende plaatsen nam de club in 1994 opnieuw het profstatuut aan tot 1997 en degradeerde bijgevolg uit de tweede klasse.
Na elf speeldagen in het seizoen 1997/98 moest de club verstek geven en ging het volgende seizoen opnieuw van start in de Division Honneur Champagne-Ardennes, de zesde klasse.

## Erelijst
Coupe de France
Finalist: 1936

## Naamsveranderingen
- 1904 - ASAE Belair la Villette
- 1910 - Club Ardennais
- 1927 - FC Charleville
- 1932 - FC Olympique Charleville
- 1966 - FCO Charleville-Mézières
- 1997 - OFC Charleville-Mézières

## Bekende (ex-)spelers
- Julien Darui
- Helenio Herrera
- Roger Marche
- Patrick Regnault
- Grégory Wimbée
- Walter Vollweiler